# Танаси Насту
Атанас (Танаси) А. Насту (Насто), известен и с българизираното име Атанас Настев (на румънски: Tanase A. Nastu), арумънски революционер, деец на Вътрешната македоно-одринска революционна организация.

## Биография
Танаси Насту е роден на 24 юли 1879 година в корчанското влашко село Пляса, тогава в Османската империя, днес в Албания. Баща му Андреа Насту учи в Тесалия, а след това завършва румънската гимназия в Корча, след което преподава румънски в родното си село и в Корча. Танаси Насту учи в румънското училище в родното си село, след това в Корча и Берат, а накрая в Румънския лицей в Битоля, където осъществява връзки с български и арумънски революционери. Няколко години работи като турски чиновник, а между 1904 и 1905 година е емигрант в Съединените щати. През 1905 година се завръща в родното си място и се включва в арумънската антигръцка организация. През 1906 година заедно с Апостол Кочкона убиват митрополит Фотий Корчански, след което през Поградец и Охрид бягат в Битоля. Там влизат в редовете на ВМОРО и формират българо-арумънска чета, с която обикалят района на Пляса, Дишница, Дреново, Бобощица, Поградец, Билища и на север чак до Охрид, където дават отпор на гръцката въоръжена пропаганда и турските власти. След обявяването на Младотурската революция от юли 1908 година Насту влиза тържествено с четата си в Корча.
През 1916 година, след окончателното разделяне на Македония напуска окончателно родното си място и се установява в Румъния. Участва в политическия живот в страната и е назначен за главен полицейски началник в Хуси, Молдавия. Умира през 1927 година. Неговият брат Константин Насту живее в Сейнт Луис, САЩ и поддържа връзка с Македонската патриотична организация.